# 坂巻哲也
坂巻 哲也（さかまき てつや、1962年12月16日 - 2024年3月29日）は、日本の美容師。

## 来歴・人物
1982年、パリー美容専門学校（現・パリ総合美容専門学校）卒業。1998年に原宿に美容院、株式会社apish（アピッシュ）を開業し代表を務める。フジテレビ系列のB.C.ビューティー・コロシアムでは美のプロフェッショナルとして出演した。
2024年3月29日、死去した。61歳没。訃報は同年4月8日、同社ホームページで公表された。晩年は病気療養中であったという。

## 著書
- 『きれいWave★かわいいCurl』（新美容出版、2003年10月、ISBN 4-88030-490-5）

## テレビ出演
- B.C.ビューティー・コロシアム（フジテレビ）
- ものスタMOVE（テレビ東京、2011年4月12日）
  - この日の放送（春のヘアアレンジ特集）で番組のリポーター、辻昌子のヘアアレンジを担当。あまりの手際の良さに辻が感心し、それ以降ヘアメイクを依頼するようになった。